# 市場需求文件
市場需求文件（market requirements document）簡稱MRD，是项目管理及系统工程中的文件，其中在敘述客戶針對產品（或是服務）的需求及需要。市場需求文件一般會是產品行銷或產品管理文件的一部份。市場需求文件需要回覆以下的問題：
- 要討論的是什麼產品？
- 哪些人是目標客戶？
- 此產品在市面上有哪些競爭商品？
- 為何客戶會要買這個產品？